# Kaffebröd

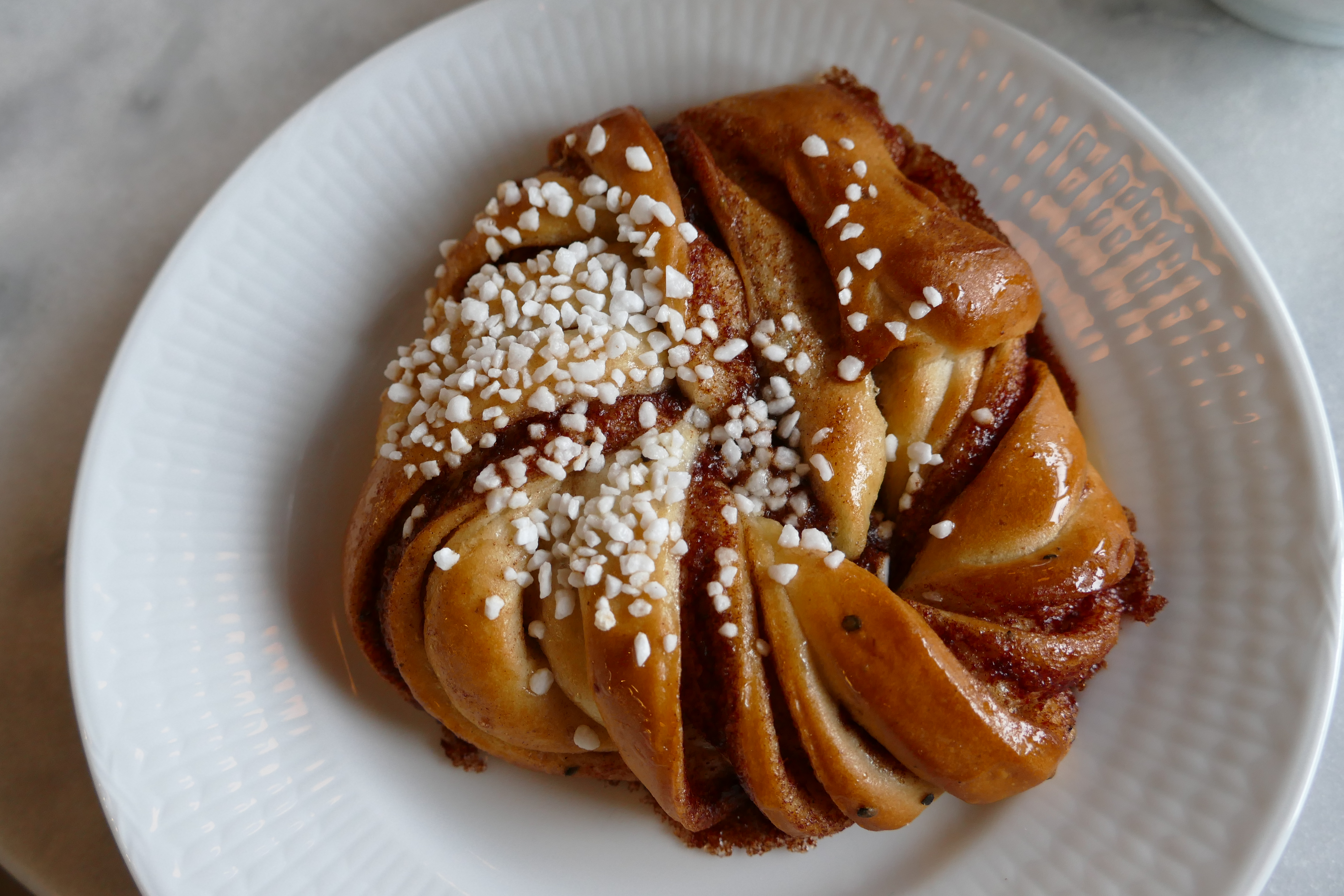
Suécia: kanelbulle do tipo kanelknut (nó de canela), típico do fika.

O pão para o café (kaffebröd, em língua sueca) é uma “família” de bolos pouco doces que são típicos na Suécia para acompanhar o café, o que os suecos chamam fika, ou seja, o intervalo ou coffee break em inglês. Uma das receitas típicas é a trança de pão doce, embora esta não seja especificamente sueca ou escandinava. 
Outros bolos ou doces típicos desta ocasião, embora também não sejam especificamente são o caracol (doce), o wienerbrød, o pão-de-ló (sockerkaka, em língua sueca), o bolo-mármore e o kardemummabulle. A página “Bread and Butter”  mostra vários exemplos de bolos para o café.